# 정읍 망제동 석조여래입상
정읍 망제동 석조여래입상(井邑 望帝洞 石造如來立像)은 대한민국 전북특별자치도 정읍시 망제동에 있는, 돌로 만든 불상 입상이다. 1985년 8월 16일 전라북도의 유형문화재 제118호로 지정되었다.

## 개요
망제봉 중턱에 자리한 이 석불은 부처가 서있는 모습이다. 삿갓 모양의 둥근 모자를 쓴 이 불상은 원형이 잘 보존되어 있는데, 살며시 감은 양 눈, 직선으로 뻗은 코, 작은 귀 등이 특징이다. 옷은 U자형으로 목을 두르고 V자형으로 복부 아래를 가렸으며, 손목 아래에는 세 줄의 평행선이 있다. 두 손은 두려움을 없애고 중생의 소원을 들어준다는 뜻의, 손바닥을 밖으로 드러내 보이는 손모양새(여원시무외인, 如願施無畏印)을 취하고 있다. 이 불상은 고려시대 불상으로 추정한다.

## 참고 자료
위키미디어 공용에 정읍 망제동 석조여래입상 관련 미디어 분류가 있습니다.
- 망제동석불입상 - 국가유산청 국가유산포털